# Miloslav Mečíř
Miloslav Mečíř (* 19. května 1964 Bojnice) je bývalý profesionální československý tenista, který se na okruzích pohyboval v letech 1982–1990. Na profesionálních okruzích vyhrál jedenáct turnajů ve dvouhře, včetně tří událostí Grand Prix, a devět turnajů ve čtyřhře.
Na Letních olympijských hrách 1988 v Soulu, kde se tenis po 64 letech vrátil do rodiny olympijských sportů, se stal olympijským vítězem v singlové soutěži. Spolu s Milanem Šrejbrem na nich také získali bronzovou medaili ve čtyřhře. V roce 1987 triumfoval na závěrečném turnaji World Championship Tennis pro nejlepší hráče sezóny v hodnocení WCT. V singlu se probojoval do dvou grandslamových finále – US Open 1986 a Australian Open 1989, v nichž pokaždé podlehl krajanu Ivanu Lendlovi ve třech setech.
V sezóně 1987 byl nejdříve oporou reprezentačního týmu, který zvítězil na mistrovství světa družstev a v závěru roku spolu s Tomášem Šmídem triumfoval na Turnaji mistrů ve čtyřhře. S Helenou Sukovou vyhrál v roce 1989 pro Československo premiérový ročník Hopmanova poháru.
V letech 1983–1990 pravidelně nastupoval za československý tým v Davis Cupu, dvakrát se s ním probojoval do semifinále Světové skupiny (1985, 1986). Celkově 23 zápasů vyhrál a 9 prohrál, z toho s poměrem 18–8 ve dvouhře a 5–1 ve čtyřhře. Na žebříčku ATP byl ve dvouhře i čtyřhře nejvýše klasifikován na 4. místě (1988).
Aktivní profesionální kariéru ukončil již ve dvaceti šesti letech, v červenci 1990, pro protrahované poranění zad, které jej omezovalo při hře. K roku 2010 působil jako předseda tenisového klubu Slovan Bratislava a nehrající kapitán daviscupového týmu Slovenska. Je také tenisovým trenérem, v letech 1997–2001 byl jeho svěřencem hráč první světové desítky Karol Kučera. Jeho syn Miloslav Mečíř, ml. (nar. 1988) je bývalý profesionální tenista.
V minulosti působil jako nehrajícího kapitán slovenského daviscupového týmu.
V rámci slovenské ankety Sportovec roku se v roce 2021 stal sportovní legendou.

## Tenisová kariéra

### První léta
Narodil se ve slovenském městě Bojnice. Jeho otec, který jej přivedl k tenisu, pochází ze Zlína. Jeho prvním klubem byl Baník Prievidza, ze kterého v roce 1978 přestoupil do Slovanu CHZJD a střediska vrcholového sportu v Bratislavě. Roku 1980 vyhrál mistrovství ČSSR v dorostu do osmnácti let a juniorské mistrovství ČSSR do dvaceti jedna let.
V sezóně 1981 získal na juniorském okruhu tři mezinárodní tituly a jednu finálovou účast. Na juniorském světovém žebříčku ITF byl klasifikován na 7. místě. V roce 1983 se poprvé stal seniorským mistrem Československa, vyhrál také jako první československý hráč titul amatérského mistra Evropy a debutoval v daviscupovém družstvu proti Sovětskému svazu.
Na okruhu ATP se dvakrát dostal do finále událostí Grand prix v Adelaide a Palermu. Roku 1984 opět získal titul mistra republiky, když ve finále přehrál Tomáše Šmída a stal se oporou reprezentačních týmů, které zvítězily v Galeově poháru a Kings Cupu.

### 1985
Sezónu začal výhrou nad Jimmy Connorsem v semifinále turnaje ve Filadelfii, kde ve finále nestačil na světovou jedničku Johna McEnroa. V Rotterdamu získal svůj premiérový titul na profesionálním okruhu a rok zakončil těsně za první desítkou žebříčku ATP.

### 1986
Daný rok se již zařadil stabilně mezi nejlepší hráče mužského profesionálního okruhu. Ve Wimbledonu zdolal ve třech setech Švéda Stefana Edberga, ale ve čtvrtfinále podlehl obhájci titulu Borisi Beckerovi. Na posledním grandslamu sezóny US Open ve Flushing Meadows prošel do prvního velkého finále, v němž nestačil na světového hráče číslo jedna a krajana Ivana Lendla. Tento turnaj se stal pro Československo výjimečný tím, že se do dvou singlových finále probojovali čtyři v něm narození hráči – Mečíř a Lendl mezi muži a Helena Suková s Martinou Navrátilovou v ženské soutěži. Lendl jej porazil hladce po setech 6–4, 6–2, 6–0. Mečíř zde odehrál turnaj s dřevěnou raketou Snauwaert a je tak dosud posledním hráčem, který s ní nastoupil ke grandslamovému finále.

### 1987
V sezóně triumfoval na šesti turnajích ve dvouhře a dalších šesti ve čtyřhře. Nejdůležitější titul si připsal v Dallasu na finále World Championship Tennis, kde zdolal McEnroea ve čtyřech setech. V závěrečných kolech se opět třikrát potkal s Lendlem. Porazil jej ve finále turnaje Masters na události Lipton International Players Championships ve floridském Key Biscayne, další dvě utkání prohrál, a to ve finále dalšího Masters German Open v Hamburku, a poté také v semifinále French Open.

### 1988
V dané sezóně hrál ve své nejlepší formě. Ve Wimbledonu přešel ve čtvrtfinále přes Švéda Matse Wilandera, čímž mu překazil plány na zisk čistého Grand Slamu. Byl jediný, kdo jej v aktuálním roce porazil na událostech grandslamu. Wilander vyhrál zbývající tři velké turnaje Australian Open, French Open i US Open, ale na nejslavnější tenisové události světa podlehl Mečířovi hladce 6–3, 6–1, 6–3. V semifinále narazil na dalšího Švéda Edberga. Vedl již 2–0 na sety, poté co seveřan poměr sad vyrovnal, měl v rozhodujícím dějství na své straně brejk. Přesto zápas ztratil a Edberg celý turnaj vyhrál finálovým triumfem nad Beckerem.
Největší úspěch kariéry zaznamenal na Letních olympijských hrách 1988 v Soulu, kde tenis zažil obnovenou premiéru. Naposledy se v tomto sportu bojovalo o medaile v roce 1924 v Paříži. V semifinále soulského turnaje oplatil wimbledonskou porážku prvnímu nasazenému Edbergovi. Po boji jej zdolal v pěti setech 3–6, 6–0, 1–6, 6–4, 6–2. Ve finále se pak utkal s Američanem Timem Mayottem, kterého porazil po sadách 3–6, 6–2, 6–4, 6–2 a stal se olympijským vítězem. Spolu s Milanem Šrejbrem vybojovali bronzové medaile ve čtyřhře, když v semifinále nepřešli přes pozdější olympijské vítěze Američany Kena Flacha a Roberta Segusa.

### 1989
Na Australian Open v Melbourne dosáhl druhé grandslamové finálové účasti v kariéře. Opět v ní nestačil na Lendla, kterému podlehl po setech 6–2, 6–2, 6–2. Uhrál stejný počet šesti gamů, jako v předešlém finálovém zápase. Po zisku titulu se Lendl vrátil na první místo žebříčku ATP, kde vystřídal Wilandera. Poslední turnaj ve dvouhře vyhrál na Masters v Indian Wells, kde ve finále zdolal Francouze Yannicka Noaha. Závěrečný deblový triumf slavil v Rotterdamu.

## Herní styl
Po celou kariéru hrál s dřevěnou raketou, čímž byl mezi profesionály výjimečný. Silným úderem byl obouručný bekhend, doplněný výborným pohybem přirovnávaným ke kočce, z něhož vzešla přezdívka „Velká kočka“. Na pražské exhibici hrané v roce 2009 se Edberg, Becker a Wilander shodli, že nejhorším soupeřem byl pro ně Mečíř. Herní styl na soupeře působil často uspávacím dojmem, z něho náhle přecházel do útoku. Poté, co na turnaji v Hamburku 1985 vyřadil tři Švédy v řadě – ve čtvrtfinále Nyströma, v semifinále Wilandera a ve finále Sundströma, zůstala mu přezdívka „zabiják Švédů“.

## Finálová utkání na velkých turnajích

### Finále na Grand Slamu

#### Dvouhra: 2 (0-2)
| Stav      | Rok  | Turnaj          | Povrch | Soupeř ve finále | Výsledek      |
| --------- | ---- | --------------- | ------ | ---------------- | ------------- |
| Finalista | 1986 | US Open         | tvrdý  | Ivan Lendl       | 4–6, 2–6, 0–6 |
| Finalista | 1989 | Australian Open | tvrdý  | Ivan Lendl       | 2–6, 2–6, 2–6 |

### Olympijské finále

#### Dvouhra: 1 (1 zlatá medaile)
| Stav  | Rok  | Turnaj            | Povrch | Soupeř ve finále | Výsledek           |
| ----- | ---- | ----------------- | ------ | ---------------- | ------------------ |
| Zlato | 1988 | Soul, Jižní Korea | tvrdý  | Tim Mayotte      | 3–6, 6–2, 6–4, 6–2 |

## Turnajová vítězství

### Dvouhra

#### Vítězství (11)
| Legenda                |
| Grand Slam (0)         |
| Tennis Masters Cup (0) |
| Olympijské hry (1)     |
| ATP Masters Series (3) |
| ATP Tour (7)           |

| Č.  | Datum             | Turnaj                             | Povrch  | Finalista              | Výsledek                |
| --- | ----------------- | ---------------------------------- | ------- | ---------------------- | ----------------------- |
| 1.  | 18. března 1985   | Rotterdam, Nizozemsko              | koberec | Jakob Hlasek           | 6–1, 6–2                |
| 2.  | 29. dubna 1985    | Hamburk, Německo                   | antuka  | Henrik Sundström       | 6–4, 6–1, 6–4           |
| 3.  | 4. dubna 1986     | Kitzbühel, Rakousko                | antuka  | Andrés Gómez           | 6–4, 4–6, 6–1, 2–6, 6–3 |
| 4.  | 4. srpna 1986     | Auckland, Nový Zéland              | tvrdý   | Michiel Schapers       | 6–2, 6–3, 6–4           |
| 5.  | 26. ledna 1987    | Sydney                             | tvrdý   | Peter Doohan           | 6–2, 6–4                |
| 6.  | 23. února 1987    | Miami, Spojené státy               | tvrdý   | Ivan Lendl             | 7–5, 6–2, 7–5           |
| 7.  | 7. dubna 1987     | Dallas – WCT Finals, Spojené státy | koberec | John McEnroe           | 6–0, 3–6, 6–2, 6–2      |
| 8.  | 13. července 1987 | Stuttgart, Německo                 | antuka  | Jan Gunnarsson         | 6–0, 6–2                |
| 9.  | 27. července 1987 | Hilversum, Nizozemsko              | antuka  | Guillermo Pérez Roldán | 6–4, 1–6, 6–3, 6–2      |
| 10. | 20. září 1988     | LOH – Soul, Jižní Korea            | tvrdý   | Tim Mayotte            | 3–6, 6–2, 6–4, 6–2      |
| 11. | 13. března 1989   | Indian Wells, Spojené státy        | tvrdý   | Yannick Noah           | 3–6, 2–6, 6–1, 6–2, 6–3 |

## Chronologie výsledků na Grand Slamu

### Dvouhra
| Turnaj                  | 1983  | 1984  | 1985  | 1986  | 1987  | 1988  | 1989  | 1990  | Celkem SR | Celkem výhry–prohry |
| ----------------------- | ----- | ----- | ----- | ----- | ----- | ----- | ----- | ----- | --------- | ------------------- |
| Australian Open         | 1k    | 2k    | A     | NH    | QF    | A     | F     | 4k    | 0 / 5     | 12–5                |
| French Open             | A     | 1k    | 3k    | 2k    | SF    | A     | 1k    | 1k    | 0 / 6     | 8–6                 |
| Wimbledon               | A     | 2k    | 1k    | QF    | 3k    | SF    | 3k    | 2k    | 0 / 7     | 15–7                |
| US Open                 | A     | A     | 2k    | F     | QF    | 3k    | 3k    | A     | 0 / 5     | 15–5                |
| Grand Slam výhry–prohry | 0–1   | 2–3   | 3–3   | 11–3  | 14–4  | 7–2   | 10–4  | 4–3   | N/A       | 50–23               |
| Grand Slam SR           | 0 / 1 | 0 / 3 | 0 / 3 | 0 / 3 | 0 / 4 | 0 / 2 | 0 / 4 | 0 / 3 | 0 / 23    | N/A                 |
| žebříček na konci roku  | 101.  | 50.   | 9.    | 9.    | 6.    | 13.   | 18.   | 116.  | N/A       | N/A                 |

## Chronologie výsledků turnajů Grand Prix
- Od roku 1990 v rámci ATP jako turnaje ATP World Tour Masters 1000.

| Turnaj        | 1983  | 1984  | 1985  | 1986  | 1987  | 1988  | 1989  | 1990  | Celkem SR |
| ------------- | ----- | ----- | ----- | ----- | ----- | ----- | ----- | ----- | --------- |
| Indian Wells  | A     | A     | A     | A     | QF    | QF    | W     | 1k    | 1 / 4     |
| Miami         | NH    | NH    | 2k    | A     | W     | SF    | 2k    | A     | 1 / 4     |
| Monte Carlo   | A     | A     | A     | 3k    | A     | A     | A     | A     | 0 / 1     |
| Rome          | A     | 1k    | F     | 3k    | 1k    | A     | 1k    | A     | 0 / 5     |
| Hamburk       | A     | A     | W     | F     | F     | A     | A     | A     | 1 / 3     |
| Canada        | A     | A     | A     | A     | A     | A     | 1k    | A     | 0 / 1     |
| Cincinnati    | A     | A     | A     | A     | A     | 1k    | A     | A     | 0 / 1     |
| Paříž         | A     | A     | A     | 1k    | 2k    | 2k    | 2k    | A     | 0 / 4     |
| Turnaj mistrů | A     | A     | A     | A     | RR    | A     | A     | A     | 0 / 1     |
| Grand Prix SR | 0 / 0 | 0 / 1 | 1 / 3 | 0 / 4 | 1 / 5 | 0 / 4 | 1 / 5 | 0 / 1 | 3 / 23    |

| Legenda | Legenda                                   | Legenda | Legenda                     |
| ------- | ----------------------------------------- | ------- | --------------------------- |
| SR      | poměr vyhraných turnajů ku všem odehraným | W–L V–P | výhry–prohry                |
| NH      | daný rok se turnaj nekonal                | A       | turnaje se hráč nezúčastnil |
| 1Q / LQ | prohra v (kole) kvalifikace               | 1k / 1R | prohra v daném kole turnaje |
| QF / ČF | prohra ve čtvrtfinále                     | SF      | prohra v semifinále         |
| F       | prohra ve finále                          | Vítěz   | vítězství v turnaji         |